# Бегич, Мирза
Мирза Бегич (словен. Mirza Begić; родился 9 июля 1985 года в Биелине, СР Босния и Герцеговина, СФРЮ) — словенский профессиональный баскетболист, центровой. По национальности — босниец. Игрок национальной команды Словении и баскетбольного клуба «Цедевита».

## Карьера

### Клубная
Начал баскетбольную карьеру в боснийском клубе «Слобода» (Тузла). Дебют в чемпионате Боснии и Герцеговины пришёлся на сезон 2001-02 годов. В 2002 году переехал в Словению, где выступал за молодёжную команду «Олимпии». В сезоне 2003-04 выступал в другой словенской команде «Триглав». В первом сезоне набирал в среднем 7 очков, совершал 5 подборов, 1,7 блок-шотов за 16,9 минут на площадке.
В 2004 году переехал в итальянский чемпионат, где присоединился к клубу «Виртус» из Болоньи. В первом же сезоне уехал в аренду в чемпионат Бельгии. Набирал в среднем 6,3 очка и совершал 4, 2 подбора. В сезоне 2005-06 вернулся в «Виртус».
30 июля 2007 года подписал двухлетний контракт со словенским клубом «Олимпия». 27 октября 2007 года дебютировал в Евролиге. На турнире набирал в среднем 3,6 очка и совершал 2,8 подбора. Во втором сезоне Евролиги набирал 11,1 очка за игру и совершал 6,1 подбор. С «Олимпией» принимал участие в Финале четырёх в Любляне 2008 года. В 2008 и 2009 годах становился чемпионом Словении и выигрывал кубок страны. 24 ноября 2008 года продлил контракт с клубом до окончания сезона 2010-11 годов.
18 января 2011 года Бегич достиг соглашения с одним из лидеров чемпионата Испании, клубом «Реал Мадрид» на сезон 2012-13. Сезон был удачным — команда дошла до финала Евролиги и стала чемпионом Испании.
20 июля 2013 года игрок подписал двухлетний контракт с чемпионом Евролиги греческим «Олимпиакосом».

### Международная
Бегич начал выступления за сборную Словении в составе молодёжной сборной до 20 лет в 2005 году на Чемпионате Европы для молодёжных команд. На турнире стал лидером по количеству блок-шотов. Впоследствии начал привлекаться к матчам основной сборной Словении. Принимал участие в Чемпионате Европы 2011 года, где также лидировал по количеству блок-шотов.

## Достижения

### Клуб
- Участник Матча всех звёзд Чемпионата Словении : 2007, 2009
- Обладатель кубка Словении: 2008, 2009
- Чемпион Словении: 2008, 2009
- Участник Матча всех звёзд Чемпионата Литвы : 2010
- Чемпион Балтийской лиги: 2010
- Лидер Евролиги по блок-шотам: 2011
- Обладатель Кубка Испании: 2012
- Обладатель Суперкубка Испании: 2012
- Чемпион Испании: 2013

### Сборная Словении
- Лидер по блок-шотам на Евробаскете 2011
- Лидер по блок-шотам на Чемпионате Европы (до 20 лет) 2005